# Rostków
Rostków (Jesienna, niem. Herbsdorf) – dawna wieś, obecnie kolonia wsi Pomianów Dolny w województwie dolnośląskim, powiecie ząbkowickim, w gminie Ziębice.

## Opis
Dawna wieś łańcuchowa znajdująca się 400 m na północ od wsi Pomianów Dolny. Jako przysiółek swoją obecną nazwę dostał w 1948 roku.